# Cordillera de Alaska
La cordillera de Alaska (en inglés: Alaska Range) es un sistema montañoso relativamente estrecho, de 650 km de largo, en la parte centro-sur de Alaska (Estados Unidos), desde el lago Clark en su extremo sur hasta el río White en el territorio del Yukón en Canadá en el sudeste. La montaña más alta de Norteamérica, el Denali (6194 m) está situado en esta cordillera.

## Geografía
La cordillera forma un arco en dirección general este-oeste con su parte más septentrional en el centro, y desde allí tiende al sudoeste hacia la península de Alaska y las Aleutianas, y al sudeste en la cadena costera del Pacífico. Es una extensión de las Montañas Costeras, extendiéndose en semicírculo desde la península de Alaska hasta la frontera con el Yukón.
Las montañas actúan como una alta barrera para el fluir de aire húmedo del golfo de Alaska hacia el norte, y de ahí que tenga uno de los peores tiempos del mundo. Las intensas nevadas también contribuyen a una serie de grandes glaciares, incluyendo el Canwell, Castner, Black Rapids, Susitna, Yanert, Muldrow, Eldridge, Ruth, Tokositna y Kahiltna. Cuatro principales ríos cruzan la Cordillera, incluyendo el río Delta, y el río Nenana en el centro de la cordillera y los ríos Nabesna y Chisana al este.
La cordillera forma parte del cinturón de Fuego del Pacífico, y de la falla de Denali que corre a lo largo del borde meridional de la cordillera es responsable de una serie de terremotos. Sin embargo, no hay volcanes en la cordillera sino varios plutones de granito grandes.
Partes de la cordillera están protegidas dentro del parque nacional y reserva Wrangell-San Elías, parque nacional y reserva Denali y parque nacional y reserva del lago Clark. La Autopista George Parks desde Anchorage a Fairbanks, la autopista Richardson desde Valdez a Fairbanks, y Tok Cut-Off desde Gulkana Junction al paso de Tok a través de partes bajas de la cordillera. El Oleoducto de Alaska queda paralelo a la autopista Richardson.
El nombre "Alaskan Range" parece haberse aplicado primero a estas montañas en el año 1869 por el naturalista W. H. Dall. El nombre al final se convirtió en "Alaska Range" a través del uso local. En 1849 Constantin Grewingk aplicó el nombre "T schigmit" a esta cordillera. Un mapa realizado por la General Land Office en 1869 llama a la parte sudoeste de la Cordillera de Alaska las "Chigmit Mountains" y la parte noreste las "Beaver Mountains". Sin embargo, Chigmit Mountains son consideradas hoy en día parte de la cordillera Aleutiana.

## Subsistemas
La cordillera está formada por varios subsistemas, cordilleras o cadenas montañosas, que de oeste a este, son:
- Montañas Neacola[1]
- Montañas Revelation
- Montañas Teocalli
- Montañas Kichatna
- Cordillera de Alaska Central / Macizo Denali
- Cordillera de Alaska Oriental / Cordillera Hayes
- Montañas Delta
- Montañas Mentasta
- Montañas Nutzotin

## Principales picos
- Monte Denali (6194 m), ubicado en el parque nacional Denali, punto culminante de la cordillera y punto más alto de todo EE. UU.
- Monte Foraker (5304 m)
- Monte Hunter (4442 m)
- Monte Hayes (4216 m), punto culminante de la cordillera Hayes;
- Monte Silverthrone (4029 m)
- Monte Deborah (3761 m), en la cordillera Hayes;
- Monte Huntington (3730 m)
- Monte Russell (3557 m)

Vistas
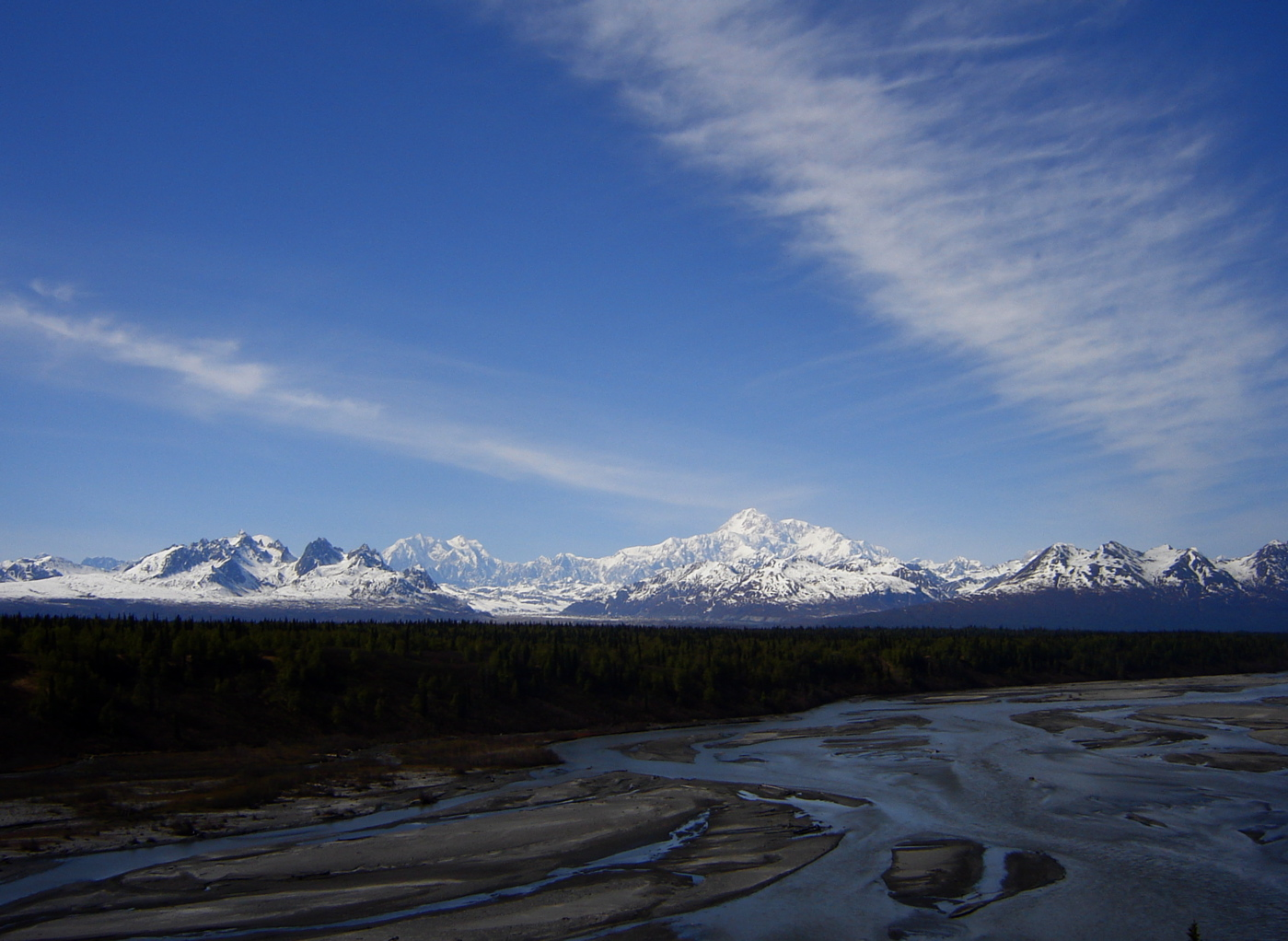
Vista de la cordillera de Alaska desde el parque nacional Denali.
Cordillera de Alaska desde Tok.
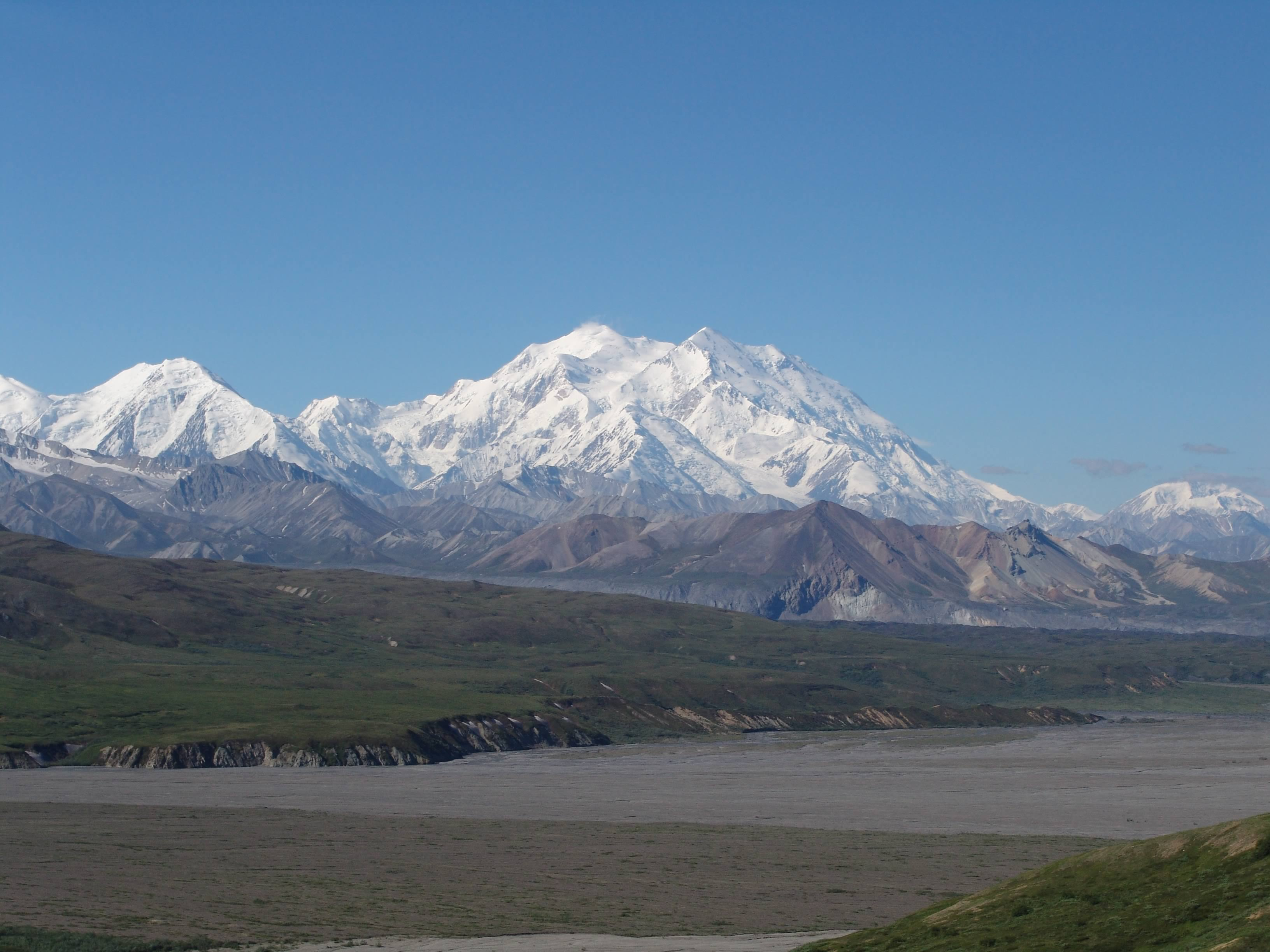
El monte McKinley, en un raro día claro.
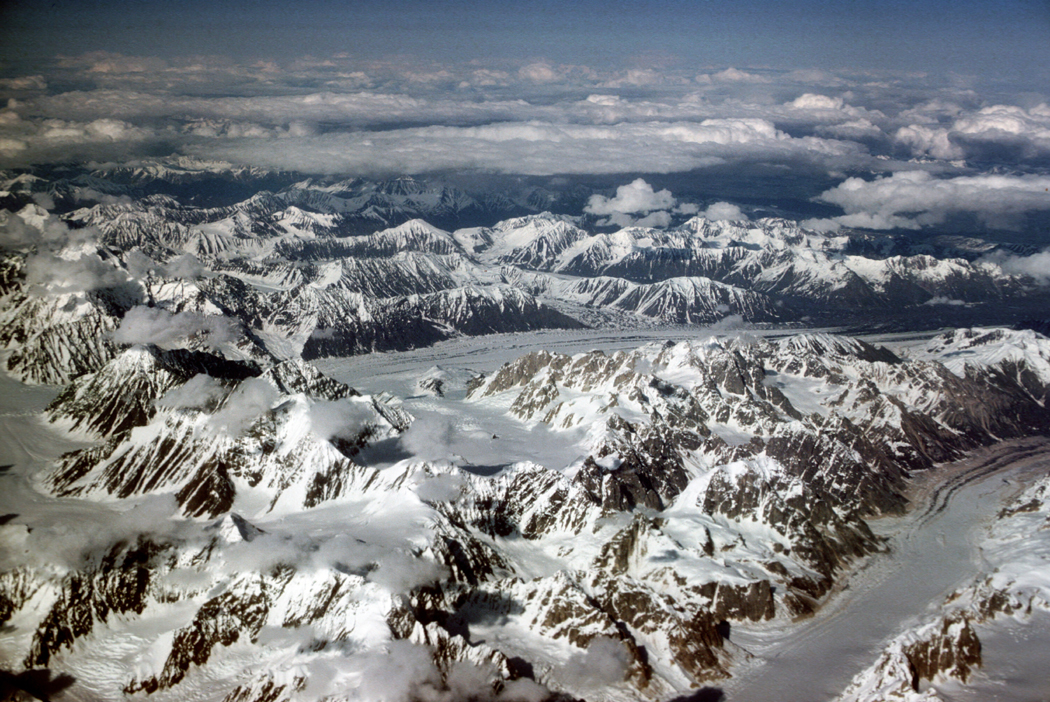
Picos de montaña de la cordillera de Alaska.
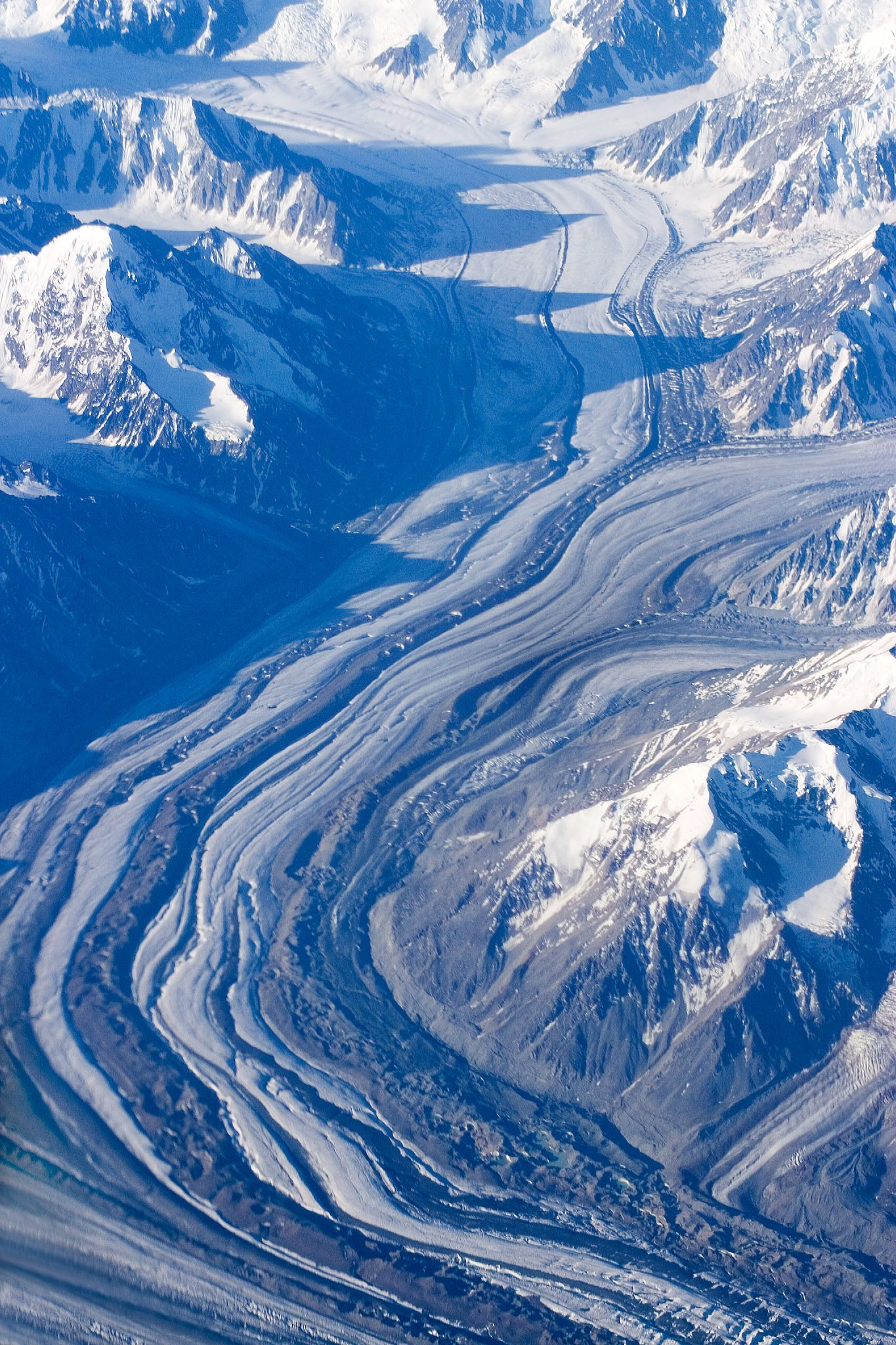
Glaciar de la cordillera de Alaska.
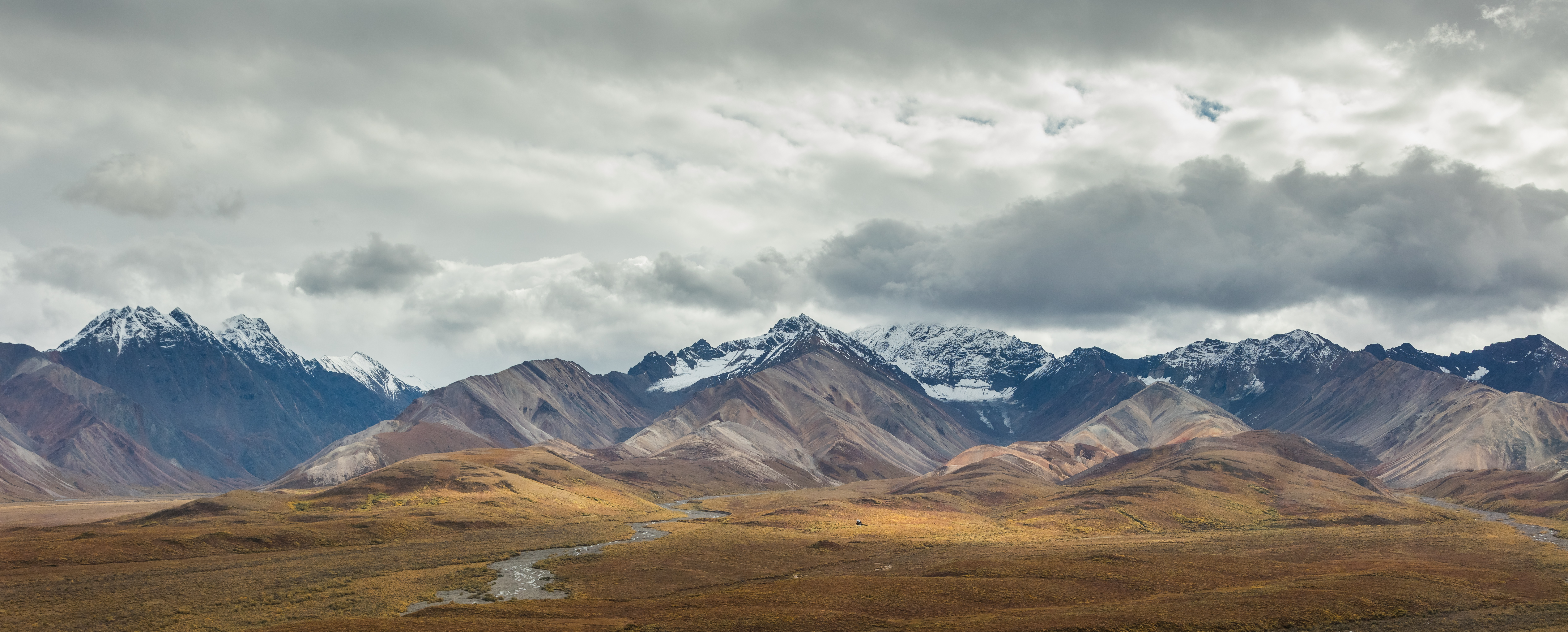
Vista de la cordillera desde el parque nacional Denali.